# Jakub Praibiš

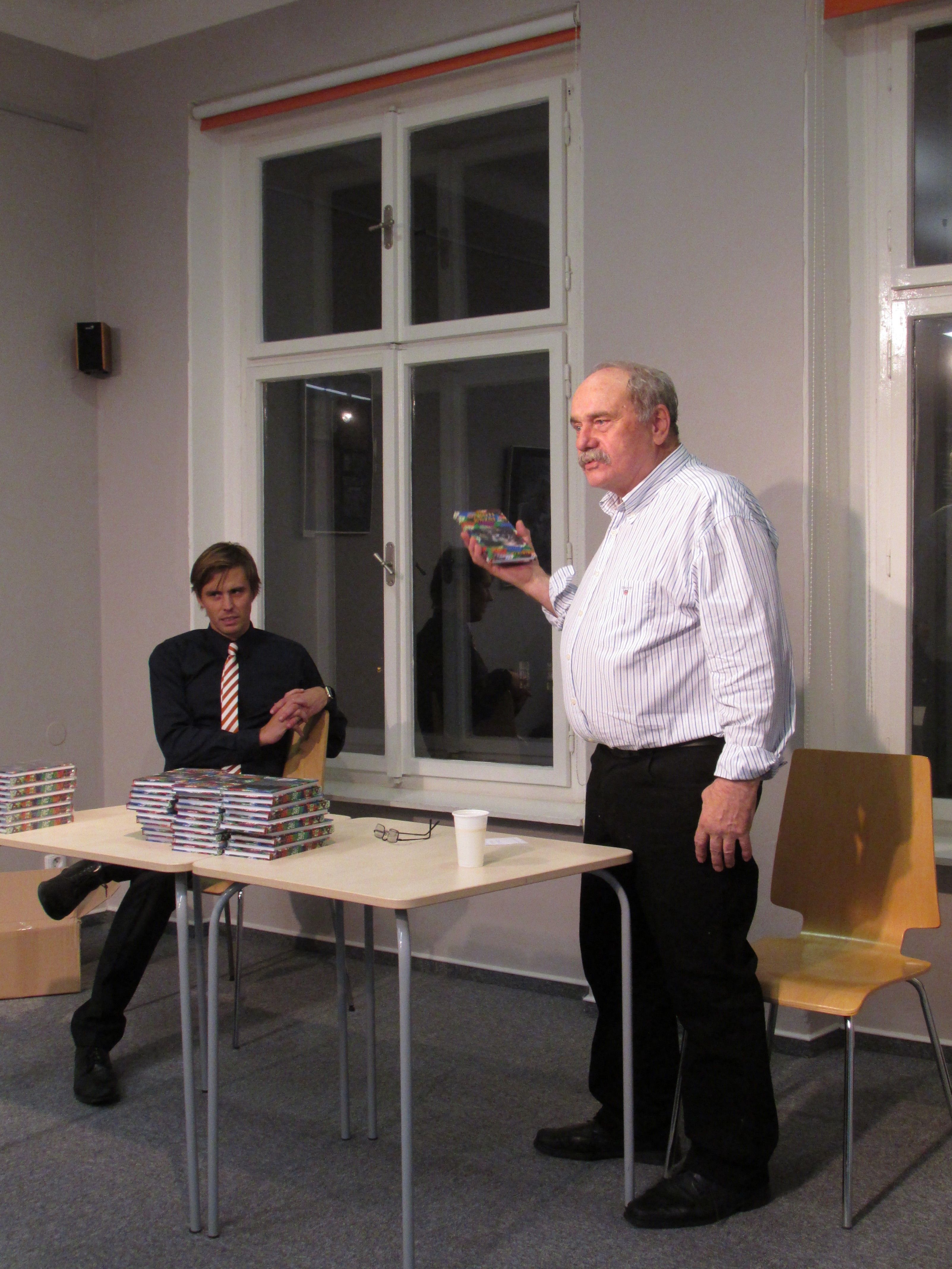
J.Praibiš a J.Švejda na autogramiádě v Knihovně K.H.Máchy v Litoměřicích.

Jakub Praibiš (* 29. června 1982 Litoměřice) je český básník, autor sociálních románů, učitel a překladatel z angličtiny. Před rokem 2010 hrál závodně tenis na světové úrovni.

## Život
Vyrůstal v Litoměřicích v severních Čechách, kde také úspěšně odmaturoval na tamním Gymnáziu Josefa Jungmanna. Díky sportovnímu stipendiu za hraní tenisu mohl studovat ve Spojených státech. V roce 2005 získal titul BA na Indiana University a poté se vrátil do České republiky, kde nejprve vyučoval anglický jazyk na gymnáziu, které předtím vystudoval, a vedle toho psal a začal překládat. Současně se intenzívně věnoval tenisu. Porazil i hráče, jako jsou Tomáš Berdych, Pavel Šnobel nebo Ivo Minář. [zdroj⁠?!] V roce 2008 zvítězil v mužské části Karsit cupu a byl označen za nejlepšího severočeského tenistu. Úspěchy sklidil i v zahraničí, když během studií v USA porazil Kevina Andersona a další hráče tehdejší univerzitní špičky. Ze sedmi startů na turnajích kategorie Futures byl na žebříčku ATP nejvýše klasifikován v dubnu 2009 na 755. místě. V Belgii se probojoval do semifinále, v Nizozemsku do čtvrtfinále. Z osobních i zdravotních důvodů se od roku 2010 tenisu věnuje v omezené míře.

## Dílo
Poezii začal psát už v brzkých letech jako student gymnázia a pokračoval i během studia na vysoké škole. Jeho první sbírka nazvaná Nevim vyšla v roce 2006, o její rychlé vydání v libereckém nakladatelství Dialog se zasloužil spisovatel Jiří Švejda, s nímž se Praibiš seznámil během sportovního pobytu v Litvínově.
U stejného nakladatelství pak postupně vydal volnou románovou trilogii Špína, Večerní chlad rána a Stíny poledního ticha, která se odehrává v imaginární zemi Riqueros a zabývá se často se opakujícími problémy, s nimiž se můžeme setkat jak v naší historii, tak i v současnosti. Prezentace závěrečné části trilogie proběhla v listopadu 2010 v Litoměřicích za účasti starosty města. Autor při této příležitosti označil svoji poslední knihu za tzv. aplikační román, který lze časově ukotvit do jakékoli doby.
Dne 2. prosince 2011 autor představil v sále hotelu Salva Guarda v Litoměřicích svůj další román Třináctá hodina. Tato kniha je opět prozaického rázu, avšak nenavazuje na předchozí trilogii a je situována do současnosti. K románu je připojena krátká antiutopická povídka 29m³.
V roce 2014 vyšel opět v nakladatelství Dialog román Zadním vchodem. Napínavý mnohovrstevný příběh je autorovou do té doby nejpropracovanější prózou. Zachovává a rozvíjí jeho dosavadní charakteristické přednosti - básnivé popisy, vtipné dialogy a dramatické vypointované scény, ale přidává i krutou současnou realitu a jakousi mrazivou severskou drsnost.
Román Oproti bázni, který byl poprvé představen při autorském čtení v Knihovně Karla Hynka Máchy v Litoměřicích 18.12.2018, představuje vrchol dosavadní Praibišovy tvorby. Příběhem o dospívání jedince nás provází alegorická trojice: poutník, štvanec a prorok, která odhaluje kořeny lidského charakteru a chování. Autor profesionálně ovládá moderní literární postupy, bez nadsázky až mistrně používá výstižné popisy, odborné reálie i zkratky, ale zejména v dialozích umně posiluje atmosféru příběhu. Román vyšel i jako e-kniha v roce 2020.
V roce 2021 vychází autorův autobiografický životopis Odevzdáno do neznáma, který byl kvůli komplikacím způsobeným pandemií uveden až 2.11.2022 v Knihovně Karla Hynka Máchy v Litoměřicích. Praibišův životopis je plný poetiky stejně jako humoru až ironické nadsázky. Přitom se dočteme, jaké je to dostat sportovní stipendium na americké univerzitě na začátku nového milénia, být introvertním tenistou, píšícím básně, který se musí zapojit do univerzitního týmu, být spolužákem, posluchačem, spolubydlícím. Nevšední styl a pro většinu z nás i nevšední zážitky.

## Vydané knihy
- Seznam děl v Souborném katalogu ČR, jejichž autorem nebo tématem je Jakub Praibiš

### Poezie
- Nevim, Agentura Victory, Litvínov 2006

### Próza
- Špína, Dialog, Litvínov 2008
- Večerní chlad rána, Dialog, Litvínov 2009
- Stíny poledního ticha, Dialog, Litvínov 2010
- Třináctá hodina, Dialog, Litvínov 2011
- Zadním vchodem, Dialog, Litvínov 2014
- Oproti bázni, Dialog, Litvínov 2018
- Odevzdáno do neznáma, Dialog, Litvínov 2021